# Rolando Capelluti
Rolando Capelluti, citato a volte come Rolando dè Capelluti o Rolando da Parma (Parma, 1198? – Bologna, 1280/1286), è stato un medico e chirurgo italiano.
Della sua vita si hanno poche e incerte notizie. La data di nascita è da collocare negli ultimi anni prima del 1200. Che avesse questo cognome non è del tutto provato, in quanto nei codici dell'epoca compare solo col nome di Rolandus Parmensis. Il cognome Capelluti compare per la prima volta in un codice del XV secolo, conservato nella Biblioteca Palatina di Parma.
Nacque certamente a Parma, e non a Salerno come ipotizzato dal De Renzi sulla base del fatto che fu aderente alla Scuola Salernitana. Già dai primi anni del XII secolo fu attiva a Parma una scuola medica che fu poi diretta da Ruggero Frugardo. Ruggero era figlio di Giovanni Frugardo (originario di Frügard in Finlandia), che probabilmente fece parte del piccolo contingente svedese sceso in Italia nel 1154 al seguito di Federico Barbarossa.
Rolando Capelluti fu, assieme a Guido d'Arezzo, il discepolo più fedele di Ruggero Frugardo. La sua attività come scrittore si compendia nel commento, rielaborazione e diffusione dell'opera del suo maestro, che compose a Parma nel 1180 la sua famosa Chirurgia. Dopo alcuni anni il Capelluti ne curò una nuova edizione, chiamata Rolandina (sulla falsariga di Rogerina come era chiamata quella del Frugardo), con "additiones" al testo originale. La data di questa edizione non è nota, ma è citata per la prima volta in un codice del XIII secolo (manoscritto 7035 della Bibliothèque National de Paris). Nella Rolandina, analogamente alla Rogerina, la maggior parte del materiale proviene direttamente dall'osservazione e dall'esperienza, e non da citazioni di autori precedenti come spesso avveniva all'epoca.
La Rolandina fu stampata per la prima volta (in latino) a Venezia nel 1498 da Boneto Locatello per Ottaviano Scoto nell'ambito della Collectio Chirurgica. La prima edizione integrale in italiano è quella curata da G. Carbonelli (Roma, 1927).
Trasferitosi a Bologna verso il 1250 (in quell'anno era sicuramente a Bologna come risulta da suoi scritti) vi fu lettore di medicina. Nel 1279 è ancora nominato negli elenchi dei professori dell'Università di Bologna.
Non è certo dove morì, ma molto probabilmente a Bologna, dove certamente risiedeva ancora nel 1279.